# Ethel Catherwoodová
Ethel Mary Catherwood (28. dubna 1908 Hannah, Jižní Dakota – 26. září 1987 Grass Valley, Kalifornie) byla kanadská atletka, jež se v roce 1928 stala první olympijskou vítězkou ve skoku do výšky. Doposud je jedinou kanadskou atletkou, jež získala zlatou olympijskou medaili v individuální disciplíně.

## Sportovní kariéra
Dne 6. září 1926 v kanadské Regině vytvořila výkonem 158 cm nový světový rekord. 2. července 1928 v Halifaxu skočila 160 cm. Stejnou výšku překonala 23. června 1928 v Londýně také Marjorie Clarková z Jihoafrické republiky. Tyto výkony však za světové rekordy uznány nebyly. O den později, 3. července 1928 v Bruselu vyrovnala světové maximum 158 cm Lien Gisolfová z Nizozemska.
V roce 1928 reprezentovala na Letních olympijských hrách v Amsterdamu. Na těchto hrách vůbec poprvé v historii startovaly v atletických disciplínách i ženy (běh na 100 m, běh na 800 m, štafeta 4×100 m, skok do výšky, hod diskem). Kvalifikace skoku do výšky se zúčastnilo 20 závodnic a 19 z nich postoupilo do finále, které se konalo 5. srpna. Catherwoodová zakládala na výšce 145 cm a následně napoprvé uspěla i na výškách 148, 151, 154 a 156 cm. Stejnou výšku skočily také Lien Gisolfová z Nizozemska a Američanka Mildred Wileyová. Na následné výšce 158 cm dokázala uspět již jen Kanaďanka a stala se tak historicky první olympijskou vítězkou ve skoku do výšky. Stříbro vybojovala sedmnáctiletá Lien Gisolfová a bronz Mildred Wileyová. Catherwoodová se poté pokoušela o překonání výšky 160 cm (1,595 m) a napotřetí se nakonec přes laťku dostala, čímž stanovila nový světový a olympijský rekord. Ratifikován byl později olympijský rekord s hodnotou 159 cm.